# Absturz einer Cessna 208B im Pazifischen Ozean 2018
Der Absturz einer Cessna 208B im Pazifischen Ozean 2018 ereignete sich am 27. September 2018. An diesem Tag stürzte eine Cessna 208B Supervan 900, mit der ein Überführungsflug vom Flughafen Saipan auf den Nördlichen Marianen zum Flughafen Neu-Chitose in Japan durchgeführt wurde, ins Meer, nachdem der Pilot das Bewusstsein verloren hatte und die Maschine mit aktiviertem Autopiloten weiterflog, bis der Treibstoff aufgebraucht war. Der Pilot kam bei dem Absturz ums Leben.

## Flugzeug
Bei der Maschine handelte es sich um eine 2001 gebaute Cessna 208B Grand Caravan mit der Werknummer 208B0884, die am 26. Oktober 2001 erstmals mit dem US-amerikanischen Luftfahrzeugkennzeichen N1171 auf die Yingling Aircraft Inc. zugelassen wurde. Am 11. Februar 2002 ging die Maschine an die Cargaard Aviation Ltd., bei der sie das kanadische Kennzeichen C-GJQV trug. Ab dem 11. Juni 2002 wurde die Maschine mit dem australischen Luftfahrzeugkennzeichen VH-FAY durchgehend für die Fugro Airborne Surveys betrieben. Das einmotorige Zubringerflugzeug war während seiner Betriebszeit durch die Firma Texas Turbine Conversions von einer Cessna 208B Grand Caravan in eine Cessna 208B Supervan 900 umgebaut worden, indem das serienmäßige Turboproptriebwerk des Typs Pratt & Whitney Canada PT6A-114A durch ein Turboproptriebwerk des Typs Honeywell TPE331-12JR und der dreiblättrige Propeller durch einen vierblättrigen ersetzt wurden. Bis zum Zeitpunkt des Unfalls hatte die Maschine eine Gesamtbetriebsleistung von 9.291 Betriebsstunden absolviert.

## Flugroute und Insasse
Die Maschine befand sich auf einem interkontinentalen Überführungsflug, der über die Nordpazifikroute gehen und eine Vielzahl von Stationen umfassen sollte. Gestartet war die Maschine auf dem Jandakot Airport bei Perth im Südwesten Australiens. Es erfolgten Zwischenlandungen auf dem Flughafen Alice Springs, dem Weipa Airport, dem Horn Island Airport, dem Flughafen Antonio B. Won Pat auf Guam und dem Flughafen Saipan. Die Maschine befand sich auf dem Weg zum Flughafen Neu-Chitose in Japan und sollte danach weiter über den Flughafen Petropawlowsk-Kamtschatski, den Flughafen Adak, den Ted Stevens Anchorage International Airport, den Snohomish County Airport zum Greenwood–Leflore Airport in Mississippi fliegen.
Es befand sich lediglich ein einzelner 66-jähriger norwegischer Pilot an Bord, der über 13.600 Stunden Flugerfahrung verfügte.

## Unfallhergang
Die Maschine startete am 15. September in Jandakot und flog über Alice Springs, Weipa, Horn Island und Guam nach Saipan, wo der Pilot eine Beschädigung an der auf der Tragfläche befindlichen Heizmatte des Enteisungssystems entdeckte. Ein Techniker des Unternehmens reiste nach Saipan, um die Heizmatte zu ersetzen. Der Weiterflug der Maschine verzögerte sich dadurch um mehr als eine Woche. Die Maschine startete um 7:00 Uhr Japanischer Zeit des 27. Septembers 2018 zum Weiterflug nach Neu-Chitose, wobei die Flugzeit dorthin etwa neun Stunden betragen sollte. Der Steigflug der Maschine endete auf Flugfläche 220. Um 10:23 Uhr meldete der Pilot der Flugsicherung wie vorgesehen seine Position. Der nächste vorgesehene Positionsbericht um 11:44 Uhr blieb aus. Sämtliche Versuche der Flugsicherung in Tokio, Funkkontakt mit der Maschine aufzunehmen, blieben ergebnislos. Schließlich wurden zwei Jagdflugzeuge des Typs McDonnell F-4 der japanischen Luftselbstverteidigungsstreitkräfte entsandt, um nach der Maschine zu sehen. Die Kampfpiloten erreichten diese gegen 14:50 Uhr, waren jedoch nicht in der Lage, in das Cockpit der Cessna zu blicken, um zu erkennen, ob der Pilot in seinem Sitz saß oder es Hinweise darauf gab, dass er handlungsunfähig war. Etwa 30 Minuten später beobachteten die Kampfpiloten, wie die Cessna in den Wolken in Richtung Meer heruntersank und rasch an Höhe verlor. Um 15:28 Uhr verschwand die Maschine etwa 120 Kilometer östlich von Sendai vom Radar. Von der Maschine konnten die Suchmannschaften zwei Stunden nach ihrem Verschwinden vom Radar lediglich eine Frachttür bergen; sowohl der Flugkapitän als auch der Rest der Maschine wurden nie aufgefunden.

## Ursache
Nach dem Unfall übernahm das Australian Transport Safety Bureau die Ermittlungen zur Unfallursache. Aufgrund dieser Umstände konnte der Grund für die Handlungsfähigkeit nicht mit absoluter Sicherheit ermittelt werden. Zwei Szenarien kamen für die Ermittler in Betracht:
- Eine Handlungsunfähigkeit des Piloten infolge eines medizinischen Notfalls, etwa eines Herzinfarktes
- Eine Handlungsunfähigkeit des Piloten infolge einer Hypoxie

Die Ermittler stellten fest, dass sie einen medizinischen Notfall zwar nicht ausschließen konnten, dass der Pilot jedoch die ohne Druckkabine ausgestattete Maschine allein und ohne Verwendung eines geeigneten Systems zur Sauerstoffversorgung geflogen hatte. In Flughöhen von mehr als 10.000 Fuß könne es dabei an Bord von Maschinen ohne Druckkabine leicht zu einer Hypoxie kommen, die insbesondere in mehr als 18.000 Fuß Höhe auch rasch sowie unbemerkt durch die Betroffenen eintreten kann. Der Pilot sei nicht ausreichend geschult gewesen, um die Anzeichen einer eintretenden Hypoxie frühzeitig zu erkennen. Er habe eine nasale Sauerstoffkanüle verwendet, die mit einem Pulsoxymeter verbunden gewesen war, um seine Blutsauerstoffsättigung zu überprüfen. Der Pilot habe auf vorangegangenen Flügen die Angewohnheit gehabt, das Gerät nur unregelmäßig zu verwenden. Als die Maschine in Saipan geparkt gewesen war, konnten sich keine Hinweise dafür finden, dass die Sauerstoffmaske der Cessna zuvor eingesetzt war, obwohl der Flug auf den vorangegangenen Flugabschnitten teilweise in Flughöhen von mehr als 18.000 Fuß durchgeführt worden war. Zu dem Absturz sei es gekommen, da die Kraftstoffvorräte in einem der beiden Treibstofftanks erschöpft gewesen waren und der Pilot aufgrund seiner Handlungsfähigkeit nicht in der Lage gewesen war, das Tankventil auf den anderen Kraftstofftank umzustellen.

## Folgen
Infolge des Unfalls änderte die CGG Aviation Australia ihre Betriebsvorschriften für Überführungsflüge. Neben einem erforderlichen Einsatz von zweiköpfigen Flugbesatzungen auf solchen Flügen wurde auch die vorgeschriebene Flughöhe reduziert.